# Scanzonatissimo
Scanzonatissimo fu il titolo (che parodiava Canzonissima) di una trasmissione radiofonica ideata da Dino Verde e Bruno Broccoli che andava in onda la domenica pomeriggio prima delle partite di calcio. Interpreti principali erano Elio Pandolfi, Gisella Sofio, Antonella Steni, Franca Marzi, Isa Barzizza, Isa Di Marzio, Renato Turi e Marina Travera.
Nel 1963 la trasmissione venne trasposta in un film (dello stesso Dino Verde), con Elio Pandolfi, Antonella Steni, Alighiero Noschese, Rossella Como, Nando Angelini, Dada Gallotti, Corinne Fontaine, costituito da una serie di sketch imperniati sulle imitazioni di Noschese.
Nel 1963-1964 Verde trasferì la trasmissione in una rivista teatrale, con gli stessi attori (Steni e Pandolfi con Gianni Cajafa e Rossella Como; Noschese intervenne a partire dalla stagione successiva, insieme con Pippo Baudo).
Il titolo venne ripreso anche in numerose altre produzioni teatrali successive (tra cui: 1993 con Brigitta Boccoli; 1994 col titolo Scanzonatissimo Gran Casinò, con Sabina Stilo).